# The Next Prince
The Next Prince (ข้ามฟ้าเคียงเธอ; RTGS: Kham fa khiang ṭhoe; letteralmente "Attraverso il cielo accanto a te") è una serie televisiva thailandese del 2025, con protagonisti "NuNew" Chawarin Perdpiriyawong e "Zee" Pruk Panich e basata sui romanzi omonimi pubblicati da Ceo e Ennice nel 2022 e nel 2023.
È stata trasmessa dal 3 maggio al 2 agosto 2025 su One31, per un totale di 14 episodi; la versione integrale di ciascuna puntata è stata resa disponibile su iQIYI un’ora dopo la messa in onda televisiva. La serie è stata distribuita in Giappone da Rakuten TV e in Corea del Sud da Heavenly.

## Trama
Nel regno di Emmaly, gli eredi delle famiglie nobili degli Assavadevathin, Bhuchongpisut, Davichmetha e dei Meenanagarin si sfidano in un torneo di scherma per determinare quale dei loro padri diventerà erede al trono. In considerazione del peggioramento delle sue condizioni di salute, l’attuale re invia Charan, la sua guardia reale di massima fiducia, a recuperare il nipote Khanin Assavadevathin, cresciuto all’estero senza conoscere la propria vera identità. Mentre Khanin si abitua alla sua nuova vita a palazzo, Charan gli è accanto per aiutarlo a prepararsi alla competizione reale e per proteggerlo da chi vuole fargli del male. Col tempo, i due sviluppano gradualmente un forte legame che trascende i loro doveri e si innamorano.

## Personaggi e interpreti
- Khanin Assavadevathin, interpretato da "NuNew" Chawarin Perdpiriyawong. Principe di Assavadevathin, cresciuto come una persona comune a Londra. È il nipote dell'attuale re di Emmaly.
- Charan Phithakthew, interpretato da "Zee" Pruk Panich. È una guardia reale che serve la famiglia degli Assavadevathin e insegna arte alla Morpheus University.
- Ramil Bhuchongpisut, interpretato da "Jimmy" Karn Kritsanaphan. Principe di Bhuchongpisut, figlio del principe Rachata.
- Paitay Ronawee, interpretato da "Ohm" Thanakrit Chiamchunya. Figlio del Ministro della Difesa e amante di Ramil.
- Calvin, interpretato da "Net" Siraphop Manithikun. Principe del paese di Bhujar, studente di Charan alla Morpheus University.
- Jay Jirat, interpretato da "JJ" Radchapon Phornpinit. Assistente di Charan alla Morpheus University e interesse amoroso del principe Calvin.
- Ava Davichmetha, interpretata da "Kris" Charintip Rungthanakiat. È una principessa reale, figlia del principe Chana.
- Chakri, interpretato da "Ballchon" Tanawat Cheawaram. Maggiordomo di Khanin.
- Thipokbowon Assavadevathin, interpretato da Nirut Sirijanya as. È l'attuale re di Emmaly e nonno di Khanin.
- Chana Davichmetha, interpretato da Maethanee Buranasiri. Principe e governatore della regione occidentale del paese. È il padre di Ava.
- Wasin Meenanagarin, interpretato da Phurit Prombandal. Principe e governatore della regione meridionale del paese. È l'unico dei principi a non avere eredi e quindi a non poter partecipare alla competizione reale.
- Thatdanai Keerakul, interpretato da Saksit Tangthong. Guardia reale degli Assavadevathin, ha cresciuto Khanin come fosse suo figlio.
- Tharin Assavadevathin, interpretato da Phollawat Manuprasert. Principe e governatore della regione settentrionale del paese. È figlio dell'attuale re di Emmaly e padre biologico di Khanin.
- Rachata Bhuchongpisut, interpretato da Teerapong Leowrakwong. Principe e governatore della regione orientale del paese. È il padre di Ramil. È un uomo violento e assetato di potere.
- Wirun, interpretato da Trakan Punthumlerdrujee. Maggiordomo del re di Emmaly.
- Siwakorn, interpretato da Daweerit Chullasapya. Maggiordomo del principe Rachata.
- Marisa, interpretata da Kochakorn Nimakorn. La defunta moglie del principe Wasin, proveniente dalla regione di Assavadevathin.
- Chita, interpretata da Suancsuda Lawanprasert. Madre di Charan e guardia reale degli Assavadevathin.
- Kunita Assavadevathin, interpretata da Chutima Teepanart. Madre defunta di Khanin, proveniente dalla regione di Bhuchongpisut.
- Vetith, interprettao da "Most" Wisarut Himarat. Agente sottocopertura e amico di Charan.
- Mira Kitakhan, interpretata da Plaifah Siraacha. Allenatrice di Ava per la competizione reale.

## Produzione

### Sviluppo
Dopo aver recitato insieme nella serie televisiva Cutie Pie nel 2022, a Chawarin Perdpiriyawong e Pruk Panich fu chiesto dal CEO della compagnia di cui fanno parte, Aoftionz Kittipat Champa, in quale serie avrebbero voluto recitare insieme in futuro, e Panich espresse il suo desiderio di voler interpretare una guardia reale. Champa chiese quindi a Ceo e Ennice di scrivere un libro riguardante una guardia reale e basandosi sui due attori. L'inizio della produzione della serie TV The Next Prince fu annunciata il 13 dicembre 2022, con Chawarin Perdpiriyawong e Pruk Panich come interpreti del principe Khanin e della sua guardia reale Charan.
Il budget fu inizialmente stimato in oltre 30 milioni di baht (circa 790.000€), ma alla fine si avvicinò a nove cifre poiché il team di produzione dovette creare tutti gli oggetti di scena necessari a rendere le location simili a luoghi stranieri, dato che la serie è ambientata nel paese immaginario di Emmaly. In un’intervista a Workpoint Today, Perdpiriyawong ha stimato il budget intorno ai 120 milioni di baht (circa 3.180.000€). Poiché il romanzo era troppo breve per una serie di 14 episodi, l’adattamento televisivo aggiunse nuovi elementi alla trama. Per prepararsi ai loro ruoli, gli attori dovettero imparare la scherma, e Perdpiriyawong prese anche lezioni di pianoforte, danza e tiro con l’arco. I costumi furono disegnati da Unkuniya, di cui quasi 100 destinati al solo principe Khanin, mentre la colonna sonora fu registrata da un’orchestra completa.
Le riprese sono iniziate in Thailandia il 19 agosto 2024 e si sono concluse il 16 luglio 2025. Il team di produzione non acquistò filmati d’archivio per le scene ambientate in Inghilterra, ma si avvalse dell’aiuto di una troupe locale, che utilizzò la stessa attrezzatura della squadra thailandese per girare in loco. Le location includono il Mövenpick Resort Khao Yai, nella provincia di Nakhon Ratchasima, nella Thailandia nord-orientale, il mercato di Chatuchak, La Chapelle Bangkok a Tha Raeng, Pattaya, e Finsbury Square, a Londra.
Thomas Teetut Chungmanirat e Kongpob Jirojmontri erano stati inizialmente scelti per interpretare rispettivamente Calvin e Jay, ma si sono ritirati il 30 agosto 2024 a causa di conflitti di programmazione tra le riprese di The Next Prince e Your Sky, un’altra serie di Domundi in cui ricoprivano i ruoli principali. Il 30 ottobre, Net Siraphop Manithikun e JJ Radchapon Phornpinit si sono uniti alla produzione come loro sostituti.

### Marketing
Insieme all’annuncio della serie, avvenuto nel dicembre 2022, fu mostrato al pubblico un breve teaser del pilot. Successivamente, il 31 marzo 2024 venne rilasciato un ulteriore trailer di otto minuti. Il trailer ufficiale fu pubblicato l’11 marzo 2025. Il primo episodio venne parzialmente proiettato alla stampa e ai fan presenti durante la première della serie al centro commerciale IconSiam, il 26 aprile 2025; nello stesso giorno fu distribuito un documentario dietro le quinte su IQIYI e sul canale YouTube di Mandee. Una proiezione pubblica fu organizzata per gli episodi 7 e 14 alla presenza del cast e della troupe, insieme a una mostra di costumi e oggetti di scena utilizzati durante la serie.

## Episodi
| Stagione       | Episodi | Prima TV originale |
| -------------- | ------- | ------------------ |
| Prima stagione | 14      | 3 maggio 2025      |

## Colonna sonora
| N. | Titolo                                                   | Testi                     | Musica                    | Interprete      | Durata |
| -- | -------------------------------------------------------- | ------------------------- | ------------------------- | --------------- | ------ |
| 1. | "Above" (เหนือฟ้า)                                         | Amp Achariya Dulyapaiboon | Amp Achariya Dulyapaiboon | NuNew           | 3ː50   |
| 2. | "I Trust You"                                            | Worachet Thanupongcharat  | Worachet Thanupongcharat  | Daou Pittaya    | 3ː30   |
| 3. | "Moonlit Magic"                                          | Amp Achariya Dulyapaiboon | Amp Achariya Dulyapaiboon | Amp Achariya    | 2:19   |
| 4. | "Still You" (ฝากรัก)                                      | The Toys Marc Tatchapon   | The Toys                  | The Toys        | 2:22   |
| 5. | "New Dawn"                                               | Amp Achariya Dulyapaiboon | Amp Achariya Dulyapaiboon | NuNew           | 1:36   |
| 6. | "I Need Your Love"                                       | Amp Achariya Dulyapaiboon | Amp Achariya Dulyapaiboon | NuNew           | 4:01   |
| 7. | "Above (Orchestra Version)" (เหนือฟ้า (Orchestra Version)) | Amp Achariya Dulyapaiboon | Amp Achariya Dulyapaiboon | NuNew           | 3:52   |
| 8. | "Our Night"                                              | Amp Achariya Dulyapaiboon | Amp Achariya Dulyapaiboon | Zee Pruk        | 2:57   |
| 9. | "The Sky Beside You" (ฟ้าที่เคียงเธอ)                        | Pinpin                    | Pinpin                    | Zee Pruk, NuNew | 4:09   |

## Accoglienza
The Next Prince è stata elogiata per la trama avvincente, la chimica tra i protagonisti e l’elevata qualità della produzione. La serie è stata di tendenza al primo posto su X in Thailandia e a livello mondiale ogni settimana durante la sua messa in onda, ed è stata un argomento di tendenza in oltre 29 Paesi. Ha inoltre raggiunto il primo posto per numero di visualizzazioni sull’app IQIYI. In Giappone, è stata la terza serie boys’ love più vista nella prima metà del 2025 su Rakuten TV.

## Riconoscimenti
| Premio                | Anno | Categoria                 | Candidato/opera                       | Risultato | Ref.   |
| --------------------- | ---- | ------------------------- | ------------------------------------- | --------- | ------ |
| Feed x Khaosod Awards | 2025 | Serie più popolare        | The Next Prince                       | In attesa | [ 29 ] |
| Howe Awards           | 2025 | Premio attore più sexy    | Pruk Panich                           | In attesa | [ 30 ] |
| Howe Awards           | 2025 | Premio Best Couple        | Pruk Panich e Chawarin Perdpiriyawong | In attesa | [ 31 ] |
| Maya TV Awards        | 2025 | Uomo più affascinante     | Pruk Panich                           | In attesa | [ 32 ] |
| Maya TV Awards        | 2025 | Coppia maschile dell’anno | Pruk Panich e Chawarin Perdpiriyawong | In attesa | [ 33 ] |
| YUniverse Awards      | 2024 | Miglior serie in arrivo   | The Next Prince                       | Vinto     | [ 34 ] |
| YUniverse Awards      | 2024 | Miglior rivelazione       | The Next Prince                       | In attesa | [ 35 ] |
| Y Entertain Awards    | 2025 | Principe del Boys’ Love   | Chawarin Perdpiriyawong               | In attesa | [ 36 ] |
| Y Entertain Awards    | 2025 | Coppia dell'anno          | Pruk Panich e Chawarin Perdpiriyawong | In attesa | [ 36 ] |